# Cal Raurich
Cal Raurich és una obra del municipi de Viladecans (Baix Llobregat) inclosa en l'Inventari del Patrimoni Arquitectònic de Catalunya.

## Descripció
Es tracta d'un edifici entre mitgeres de planta rectangular, amb planta baixa, pis i terrat i una mena de torreta a un dels costats. Cal destacar els denticulats que decoren la part superior de les finestres i portes, així com l'acabament ondulat de la torre i les decoracions semicirculars de la barana del terrat. També hi ha una cornisa esglaonada, amb mènsules del mateix tipus, sota el terrat, mentre que les mènsules es repeteixen sota el balcó. Són molt interessants els elements de ferro forjat del balcó i la finestra de la planta baixa (aquesta destacada per sis rajoles).